# Paraeuchaeta paraconcinna
Paraeuchaeta paraconcinna is een eenoogkreeftjessoort uit de familie van de Euchaetidae. De wetenschappelijke naam van de soort is voor het eerst geldig gepubliceerd in 1957 door Fleminger.